# 장난 (행위)

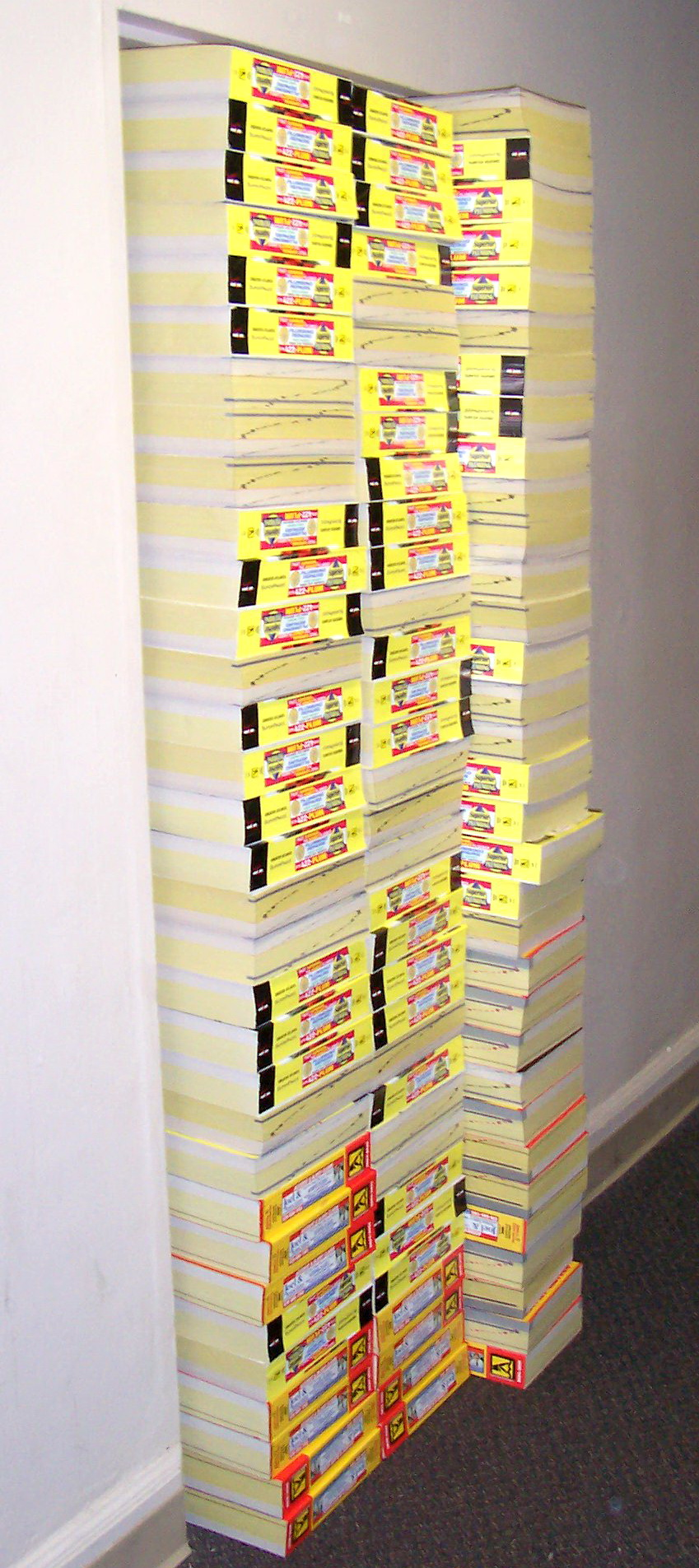
전화번호부로 누군가의 출입구를 완전히 막는 장난

장난은 사람이나 사람들에게 행해지는 속임수로, 일반적으로 피해자가 당혹감, 혼란 또는 불편함을 경험하게 만든다. 장난을 치는 사람을 "장난꾸러기"라고 한다. 서방의 일부 국가에서는 만우절과 미스치프 나이트(Mischief Night)에 장난을 치는 것을 전통으로 삼고 있다.

## 목적
장난은 피해자가 돈이나 기타 귀중품을 넘겨주도록 설득하는 것이 아니라 농담을 알아채거나 받아들인다는 점에서 신용 사기나 날조와 다르다. 장난은 일반적으로 경쾌하고 지속적인 효과가 없다. 피해자가 겸손하거나 어리석은 느낌을 받도록 만드는 것을 목표로 하지만, 피해를 입거나 치욕을 당하지는 않는다. 따라서 대부분의 장난은 다정한 유머의 몸짓이며 웃음을 장려하도록 고안되었다. 그러나 잔인하게 행해지는 장난은 괴롭힘에 해당할 수 있으며, 그 의도는 겸손을 의례적으로 통해 사회적 유대를 강화하기보다는 괴롭히거나 배제를 시키려는 의도이다.

## 같이 보기
- 드레드노트 날조극
- 장난전화
- 더 게임 (심리 게임)